# Argithéa
Argithéa (grec moderne : Αργιθέα) est un dème grec (municipalité) du district régional de Karditsa, en Thessalie. Le siège de la municipalité est Anthiró. 

## Dème

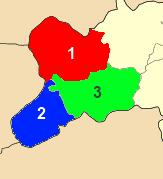
Carte des districts municipaux du dème d’Argithéa.
1 - Argithéa
2 - Achelóos
3 - Argithéa-Orientale

Le dème d'Argithéa a été formé pendant la réforme d'administration locale de 2011 par la fusion des 3 anciens dèmes suivants, qui sont devenus des districts municipaux :
- Achelóos
- Argithéa
- Argithéa-Orientale (Athamánes avant 2001)